# Хэпу
Хэпу́ (кит. упр. 合浦, пиньинь Hépǔ) — уезд городского округа Бэйхай Гуанси-Чжуанского автономного района (КНР).

## История
Уезд Хэпу был образован ещё во времена империи Хань, в 111 году до н.э. Во времена империи Цин он был местом пребывания властей Ляньчжоуской управы (廉州府) провинции Гуандун. В 1876 году в соответствии с «Чжифуской конвенцией» его прибрежная часть была открыта для морской торговли с иностранцами, и у рыбацкой деревушки Бэйхай начал быстро развиваться морской порт, в районе которого стали селиться европейцы, строиться госпитали, церкви и т.п. После Синьхайской революции в Китае была проведена реформа структуры административного деления, в ходе которой управы были упразднены, и поэтому в 1913 году Ляньчжоуская управа была расформирована.
В 1929 году был официально создан посёлок Бэйхай (北海镇).
После вхождения этих мест в состав КНР в конце 1949 года уезд Хэпу вошёл в состав Специального района Наньлу (南路专区) провинции Гуандун. В 1950 году он перешёл в состав нового Специального района Циньлянь (钦廉专区) провинции Гуандун, власти которого разместились в Бэйхае. В 1951 году посёлок Бэйхай перешёл под прямое управление властей провинции Гуандун, а власти специального района переехали в уезд Циньсянь (钦县), сам специальный район был при этом переименован в Специальный район Циньчжоу (钦州专区). С 1952 года Бэйхай и Специальный район Циньчжоу официально перешли в состав провинции Гуанси (Бэйхай вошёл в состав специального района), при этом из уезда Хэпу был выделен уезд Пубэй. В 1953 году власти специального района переехали в уезд Хэпу.
В 1955 году Специальный район Циньчжоу вернулся в состав провинции Гуандун, где был переименован в Специальный район Хэпу (合浦专区), а городской уезд Бэйхай вновь был выведен из состава специального района, опять перейдя в непосредственное подчинение властям провинции Гуандун. В 1956 году городской уезд Бэйхай был понижен в статусе, перейдя в подчинение властям специального района. В 1958 году Пубэй и Бэйхай были вновь присоединены к уезду Хэпу. В 1959 году Специальный район Хэпу был присоединён к Специальному району Чжаньцзян (湛江专区); Бэйхай при этом получил статус «посёлок уездного уровня» (县级镇). В 1964 году Бэйхай опять стал городским уездом.
В июне 1965 года уезд Хэпу был передан из провинции Гуандун в состав Гуанси-Чжуанского автономного района, где был вновь создан Специальный район Циньчжоу; из уезда Хэпу был опять выделен уезд Пубэй.
В 1971 году Специальный район Циньчжоу был переименован в Округ Циньчжоу (钦州地区).
Постановлением Госсовета КНР от 21 мая 1987 года уезд Хэпу был передан из состава округа Циньчжоу в подчинение властям Бэйхая.

## Административное деление
Уезд делится на 13 посёлков и 2 волости.

## Экономика
Уезд является крупным центром по производству пряников юэбин (славится начинкой из орехов, дуриана и свинины). По итогам 2023 года объём производства пряников достиг 2,2 млрд юаней (около 310 млн долл. США); количество занятых на производстве сотрудников превысило 7 тыс. человек; в городе работало 124 предприятия по производству юэбин.